# 团儿
团儿（？—693年），武周时期女性人物，为宫中守门的官婢（户婢）。
团儿受武则天宠信，对皇嗣李旦不满，于是诬陷皇嗣妃刘氏、德妃窦氏，说她们用邪术诅咒皇帝武则天。长寿二年（693年）正月（夏历上一年十一月）初二，刘氏与窦氏到嘉豫殿朝见武则天，退出后同时被杀，在宫中掩埋，别人都不知道埋在何处。李旦对此事不敢说话，在母亲面前，表情举动自如。团儿又想陷害李旦，有人将她的情况告诉武则天，武则天杀死团儿。